# Allée des Érables
L'allée des Érables est une voie située dans le 16e arrondissement de Paris, en France.